# Trine Qvist
Trine Qvist   (8 de juny de 1966) és una jugadora de cúrling danesa, ja retirada, que va competir durant la dècada de 1990.
El 1998 va prendre part en els Jocs Olímpics d'Hivern de Nagano, on guanyà la medalla de plata en la competició de cúrling.
En el seu palmarès també destaquen una medalla de plata al Campionat del Món de cúrling i una de bronze al Campionat d'Europa. Amb el Hvidovre Curling Club guanyà 2 campionats danesos.